# Alma Kruger

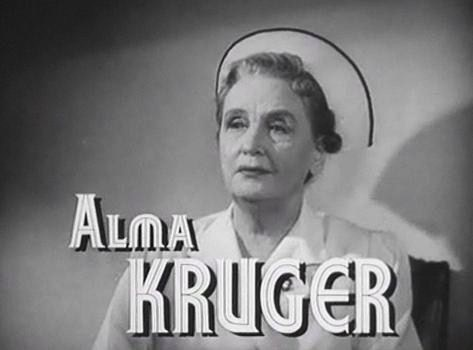
Alma Kruger i en filmtrailer.

Alma Kruger, född 13 september 1871 i Pittsburgh, Pennsylvania, död 5 april 1960 i Seattle, Washington, var en amerikansk skådespelare. Kruger medverkade i 46 filmer, och hade en fast roll i filmserien om Dr. Kildare där hon spelade sjuksyster Molly Byrd i fjorton filmer.

## Filmografi
- 1936 – De tre
- 1936 – Beräknande fruar
- 1938 – Marie Antionette
- 1939 – Som skapta för varann
- 1940 – Det ligger i blodet
- 1942 – Sabotör
- 1946 – En skandal i Paris
- 1947 – Alltid Amber